# Десята поправка до Конституції США

Білль про права

Десята поправка до Конституції США (англ. Tenth Amendment to the United States Constitution) набула чинності 15 грудня 1791 року і була частиною Білля про права. Вона встановлює положення конкретної юрисдикції штатів відносно загальної юрисдикції всієї країни.

## Текст поправки
| Повноваження, що не передано цією Конституцією Сполученим Штатам і не заборонено нею окремим штатам, належать відповідно штатам або народові. Оригінальний текст (англ.) The powers not delegated to the United States by the Constitution, nor prohibited by it to the States, are reserved to the States respectively, or to the people. |